# Eurya tigang
Eurya tigang är en tvåhjärtbladig växtart som beskrevs av Karl Moritz Schumann och Lauterb. Eurya tigang ingår i släktet Eurya och familjen Pentaphylacaceae. Inga underarter finns listade i Catalogue of Life.